# Abdelhak Mansour
Abdelhak Mansour (sinh ngày 4 tháng 3 năm 1985) là một cầu thủ bóng đá người Algérie. Hiện tại anh thi đấu ở vị trí hậu vệ cho câu lạc bộ tại Giải bóng đá hạng nhì quốc gia Algérie CA Bordj Bou Arreridj.